# Archegetes neuropterorum
Archegetes neuropterorum es una especie extinta de insecto perteneciente al orden Neuroptera, conocido comúnmente como insectos de alas en red. Los fósiles de esta especie fueron descubiertos en la caliza de Solnhofen, en Eichstätt (Alemania), una zona rica en fósiles que datan del Jurásico Superior, hace aproximadamente 150 millones de años. Archegetes neuropterorum se destaca por sus alas muy anchas con una venación fina y detallada. Estas alas medían alrededor de 6,5 cm de longitud, lo que indica que era un insecto de tamaño considerable para su época. Sus características morfológicas únicas lo han convertido en un fósil de gran interés para los paleontólogos, ya que proporciona información valiosa sobre la evolución y diversidad de los insectos en el pasado. La región de Solnhofen, donde se encontró este fósil, es famosa por su excepcional conservación de fósiles, incluyendo especies emblemáticas como el Archaeopteryx.

## En la cultura popular
En el juego de rol de mesa basado en la película The Lost World: Jurassic Park, la especie extinta Archegetes neuropterorum aparece en una de sus cartas. Sin embargo, su nombre está mal escrito en el juego, donde se presenta como Archequeteras neuropterum.